# هری آلن
هری آلن  (به انگلیسی: Harry Allen) (زاده	۱۹ ژانویهٔ ۱۸۶۶ - درگذشته	۲۳ فوریه ۱۸۹۵) بازیکن فوتبال اهل کشور انگلستان که سابقهٔ بازی در تیم ملی فوتبال انگلستان را در کارنامهٔ خود دارد. وی در تاریخ ۴ فوریه ۱۸۸۸ نخستین بازی ملی خود را در مقابل تیم ملی فوتبال ولز انجام داد و با حضور در ۵ بازی ملی، در تاریخ ۵ آوریل ۱۸۹۰ واپسین بازی ملی‌اش را در برابر تیم ملی فوتبال اسکاتلند برگزار کرد.